# Фокс
Фокс Корпърейшън (на английски: Fox Corporation), известен като Фокс (на английски: Fox), е американска медийна компания със седалище в Ню Йорк. Компанията е създадена през 2019 г. в резултат на придобиването на 21st Century Fox от The Walt Disney Company; активите, които не бяха придобити от Дисни, бяха отделени от 21st Century Fox като новата Fox Corp., а акциите му започнаха да се търгуват на 1 януари 2019 г.